# Volvo Engine Architecture

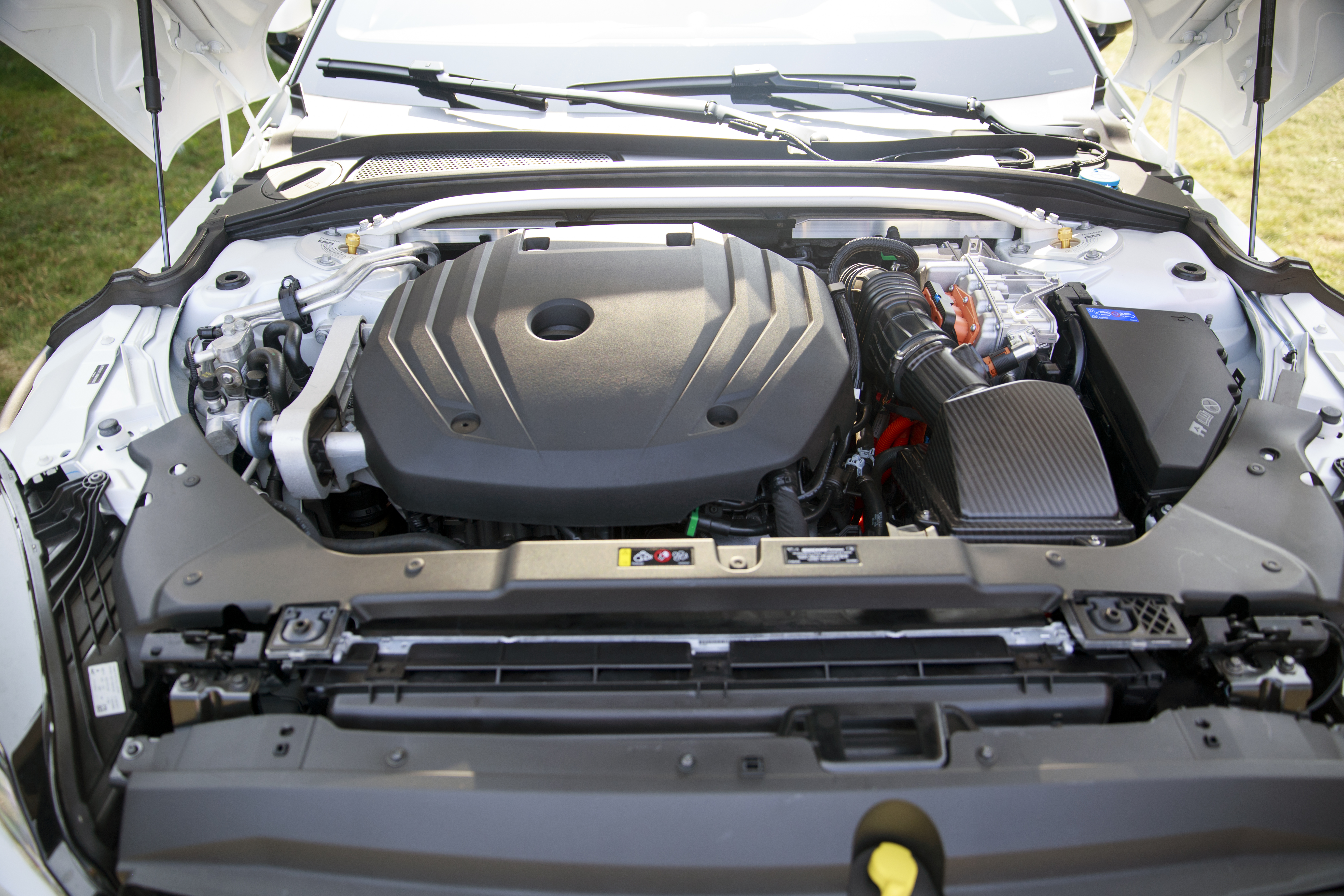
B4204T48 на Polestar 1

Volvo Engine Architecture (VEA) — серия двигателей внутреннего сгорания, выпускаемых компанией Volvo с 2013 года.

## История
О разработке нового семейства двигателей Volvo было объявлено в 2006 году, а решение о выпуске четырёхцилиндровых двигателей было принято в 2007 году. Осенью 2013 года на рынок вышли первые автомобили Volvo S60 II и Volvo V60 с двигателями семейства VEA.
В декабре 2014 года был выпущен первый гибридный двигатель семейства VEA. С 2016 года двигатель оснащался турбиной PowerPulse. В семейство входили только трёх- и четырёхцилиндровые двигатели.

## Номенклатура
- 1 — Тип топлива (B — бензиновое/D — дизельное)
- 2 — Количество цилиндров
- 3/4 — Примерное значение объёма двигателя
- 5 — Клапанов на цилиндр
- 6 — Индукция (T — турбонаддув)
- 7/8 — Тип двигателя

## Бензиновые двигатели (GEP3/VEP4)

### 1.5
- Рабочий объём: 1,5 л (1498 см3)
- Диаметр цилиндра: 82 мм
- Ход поршня: 93,2 мм
- Степень сжатия: 10,5:1
- Мощность: 82—180 л. с. при 4700—5850 об/мин
- Крутящий момент: 160—400 Н*м при 1450—4000 об/мин

#### Модификации
- B3154T
- B3154T2
- B3154T3
- B3154T5
- B3154T7
- B3154T9
- JLH-3G15TD
- JLH-3G15TDC
- B4154T2
- B4154T3
- B4154T4
- B4154T5
- B4154T6

### 2.0
- Рабочий объём: 2,0 л (1969 см3)[15]
- Диаметр цилиндра: 82 мм
- Ход поршня: 93,2 мм
- Степень сжатия: 10,3:1
- Мощность: 122—367 л. с. при 1700—6100 об/мин
- Крутящий момент: 160—400 Н*м при 1300—5100 об/мин

#### Модификации
- B4204T5
- JLH-4G20TD
- JLH-4G20TDB
- B4204T9
- B4204T10
- B4204T11
- B4204T12
- B4204T14
- B4204T15
- B4204T17
- B4204T18
- B4204T19
- B4204T20
- B4204T21
- B4204T23
- B4204T26
- B4204T27
- B4204T28
- B4204T29
- B4204T30
- B4204T31
- B4204T32
- B4204T33
- B4204T34
- B4204T35
- B4204T36
- B4204T37
- B4204T38
- B4204T41
- B4204T43
- B4204T44
- B4204T45
- B4204T46
- B4204T47
- B4204T48

## Дизельные (VED4)

### 2.0
- Рабочий объём: 2,0 л (1969 см3)[15]
- Диаметр цилиндра: 82 мм
- Ход поршня: 93,2 мм
- Степень сжатия: 15,8:1[16]
- Мощность: 120—235 л. с. при 3750—4250 об/мин
- Крутящий момент: 280—480 Н*м при 1500—3000 об/мин

#### Модификации
- D420T2 / D4204T2
- D420T8 / D4204T8
- D4204T4
- D4204T5
- D4204T6
- D4204T8
- D4204T9
- D4204T11
- D4204T12
- D4204T13
- D4204T14
- D4204T16
- D4204T20
- D4204T23